# فرانکلین کاور
فرانکلین کاور (انگلیسی: Franklin Cover; ۲۰ نوامبر ۱۹۲۸ – ۵ فوریهٔ ۲۰۰۶) یک هنرپیشه اهل ایالات متحده آمریکا بود.

## بخشی از فیلمشناسی
از فیلم‌ها یا برنامه‌های تلویزیونی که وی در آن نقش داشته‌است می‌توان به آثار زیر اشاره کرد.
- وال استریت (فیلم ۱۹۸۷) (۱۹۸۷)
- بخش فوریت‌های پزشکی (مجموعه تلویزیونی) (۱۹۹۴)